# Metros sobre el nivel del mar

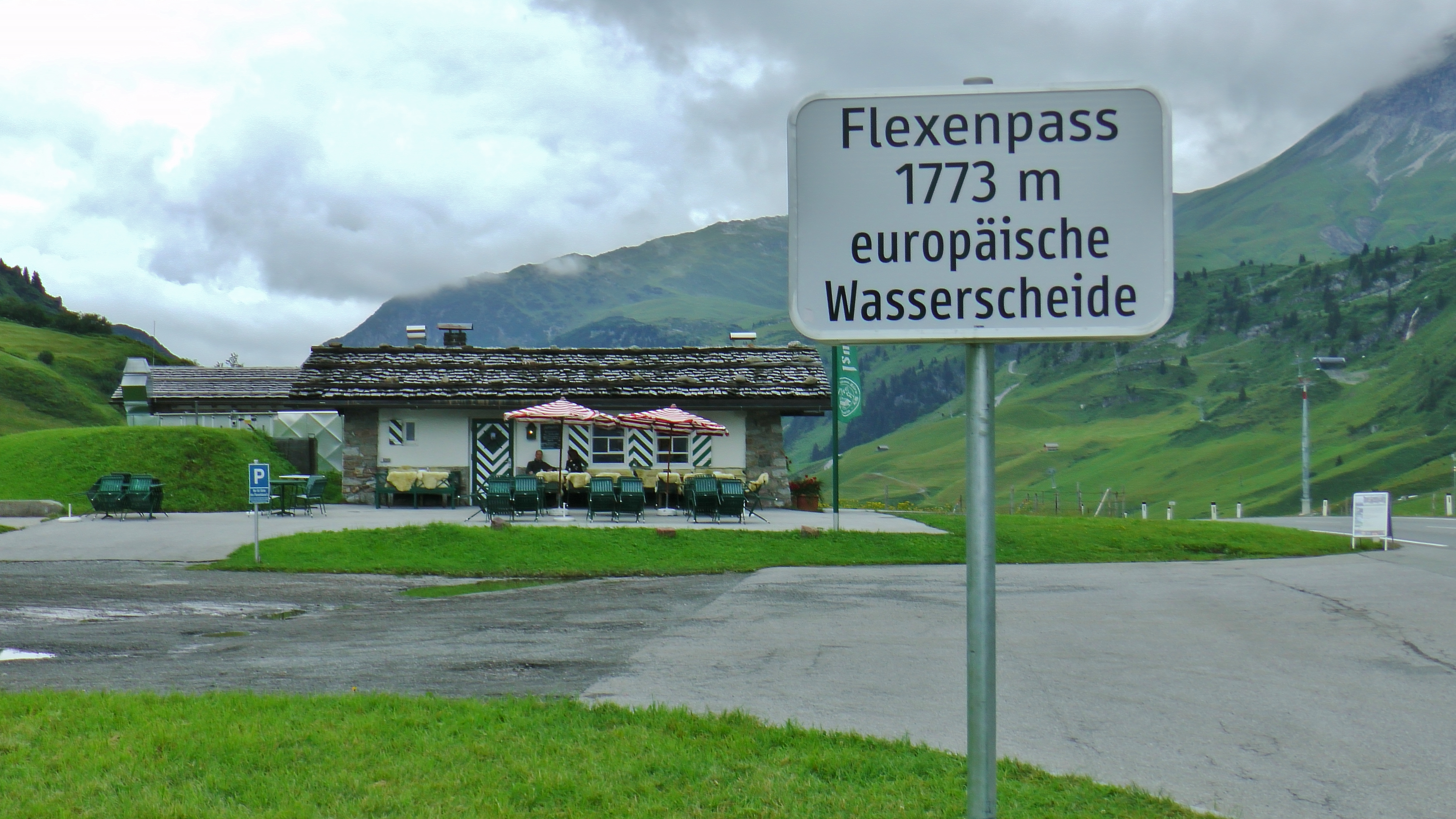
Altura en metros sobre el nivel del mar del paso Flexenpass, en Austria

Metros sobre el nivel del mar (m s. n. m.) es un patrón de medida de altitud perteneciente al sistema métrico decimal cuya función es describir la elevación de un lugar determinado de la Tierra respecto del nivel medio del mar en ese lugar.

## Usos
El metro sobre el nivel del mar es un patrón de medida de la elevación o altitud sobre:
- un lugar geográfico, ya sea un pueblo, montaña o alguna otra formación;
- la elevación de un edificio o de otra estructura;
- la altura alcanzada por un avión o cualquier otro objeto volador.

## Cálculo
La elevación en metros sobre el nivel del mar de cualquier localización, objeto o punto se puede calcular de maneras diferentes. Las más comunes incluyen:
- un sistema de posicionamiento global (GPS), que triangula su localización con referencias en varios satélites;
- un altímetro, que mide la presión atmosférica, la cual disminuye a medida que aumenta la altura;
- un mapa topográfico o un modelo digital de elevaciones, donde las elevaciones han sido determinadas a través de fotografías aéreas o agrimensura.